# Раковица (Будешти)
Раковица (рум. Racovița) насеље је у Румунији у округу Валча у општини Будешти. Oпштина се налази на надморској висини од 264 m.

## Становништво
Према подацима из 2002. године у насељу је живело 859 становника, од којих су сви румунске националности.